# Rottauensee
Der Rottauensee, auch Rottstausee oder Stausee Postmünster genannt, ist ein Stausee bei Postmünster im Landkreis Rottal-Inn.
Die Rott überschwemmte 1954 7000 ha landwirtschaftliche Fläche und brachte Gebäude und Brücken zum Einsturz. Auch das Hochwasser von 1965 verursachte Schäden. So errichtete der Freistaat Bayern von 1968 bis 1973 bei Postmünster ein Rückhaltebecken. Zugleich wurde ein Wasserkraftwerk mit 300 Kilowatt Leistung und einem Regelarbeitsvermögen von 1,1 Mio. kWh jährlich errichtet. Die Anlage besteht aus einer Kaplan-Schachtturbine und einem Synchrongenerator und wurde im Jahre 2008 grundlegend saniert.

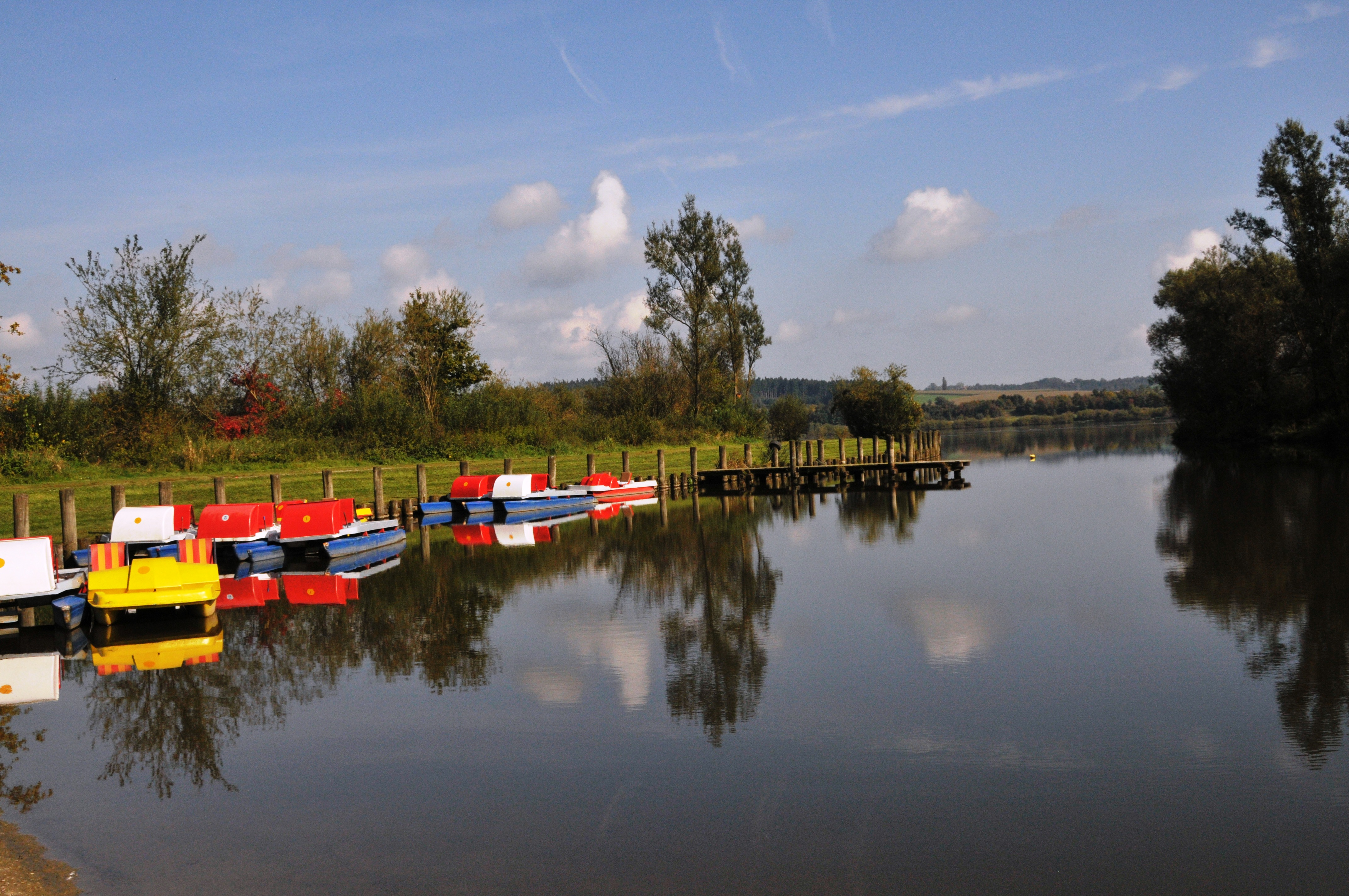
Bootsanlegestelle bei Postmünster

Der Rottauensee dient als Naherholungsgebiet für die Stadt Pfarrkirchen. Rund um den See gibt es zahlreiche Sport- und Freizeitanlagen, insbesondere Golf- und Minigolfanlagen sowie Tennisplätze. Auf dem See ist Baden, Segeln und Surfen möglich.
Am südlichen Ufer befindet sich ein Bootshafen. Ganz in der Nähe liegt ein Segelflugplatz. Von den etwa 300 Hektar See- und Ufergebiet sind ca. 20 Hektar Biotopflächen und 50 Hektar extensiv bewirtschaftete Wiesenflächen, dadurch Heimat von zum Teil seltenen Tier- und Pflanzenarten. Das Gebiet ist auch ein wichtiger Rastplatz für Zugvögel.
Ein Problem bildet die starke Algenproduktion der Rott, welche vor allem auf den hohen Anteil von Ackerflächen mit zahlreichen Kleinkläranlagen in ihrem Einzugsgebiet zurückgeht. Im Mai 2000 lag der mittlere P-Gehalt im Rottauensee bei 0,28 mg/l (P ges.), davon etwa die Hälfte als gelöster Phosphor (P als ortho-Phosphat PO43−). Seitdem wird die Wasserqualität in regelmäßigen Abständen kontrolliert. Der Höchstwert von Mai 2000 wurde seitdem nicht mehr überschritten und ist kontinuierlich rückläufig.
In den letzten Jahren wurden zahlreiche Maßnahmen getroffen, um die Einbringung von Sedimenten aus dem Oberlauf der Rott zu verringern. Mittlerweile hat sich die Wasserqualität weiter stabilisiert und der Rottauensee ist uneingeschränkt als Badesee zu empfehlen.
Durch die Nähe zum Freibad Pfarrkirchen hat der Rottauensee in der Vergangenheit an Bedeutung verloren. Viele Besucher deuten aufgrund der getrübten leicht braunen Wasserfarbe des Sees auf eine verminderte Wasserqualität. Die Wasserfarbe ist allerdings auf den erdigen Untergrund des Sees und den Sedimenten aus dem Oberlauf zurückzuführen.
Der Rottauensee ist durch seine günstige Lage (Ost-West Ausrichtung) im Rottal für Kitesurfer, Windsurfer und Segler attraktiv. Gute Startplätze für Wassersportler sind die Liegewiese am Nordufer sowie der Badebereich rechtsseitig der Hafenausfahrt. Kostenlose Parkplätze sind an mehreren Stellen rund um den See ausreichend vorhanden.
Für Segler steht am Bootshafen eine Slipanlage zur Verfügung.